# Hilaira herniosa
Hilaira herniosa là một loài nhện trong họ Linyphiidae.
Loài này thuộc chi Hilaira. Hilaira herniosa được Tord Tamerlan Teodor Thorell miêu tả năm 1875.